# Vitalina Bacaraškinová
Vitalina Bacaraškinová (Виталина Бацарашкина, * 1. října 1996 Omsk) je ruská sportovní střelkyně.
Pochází z rodiny policistů a lovců, střelbě se věnuje od deseti let. Je členkou Ruské národní gardy a klubu Dynamo. Její trenérkou je Natalia Kudrinová.
Na mistrovství Evropy ve sportovní střelbě v roce 2015 byla členkou vítězného ruského týmu ve střelbě vzduchovou pistolí na 10 metrů. Titul obhájila v letech 2016 a 2018, v letech 2020 a 2021 se stala mistryní Evropy v soutěži smíšených dvojic. Na Letních olympijských hrách 2016 získala stříbrnou medaili ve střelbě vzduchovou pistolí na 10 metrů a skončila třináctá ve střelbě pistolí na 25 metrů. Na mistrovství světa ve sportovní střelbě v roce 2018 vyhrála spolu s Arťomem Černousovem v soutěži smíšených dvojic, byla druhá na 25 m a třetí v soutěži družstev. Na Evropských hrách 2019 Bacaraškinová s Černousovem vyhráli střelbu smíšených dvojic ze vzduchové pistole. Na Letních olympijských hrách 2020, se stala první střelkyní v historii, která získala na jedné olympiádě tři medaile. Vyhrála obě ženské pistolové disciplíny a společně s Černousovem obsadila druhé místo v soutěži dvojic. V soutěži vytvořila olympijský rekord 240,3 bodu. Získala Řád přátelství a titul zasloužilé mistryně sportu.
Jejím snoubencem je sportovní střelec Ivan Iljinych.